# Chemische Elemente der fünften Periode
Die fünfte Periode des Periodensystems der Elemente beinhaltet alle chemischen Elemente, die genau fünf Elektronenschalen im Atom besitzen. Die innerste (erste)  Elektronenschale ist voll besetzt und besitzt zwei Elektronen. Die zweite Elektronenschale mit 8 Elektronen und die dritte Elektronenschale mit 18 Elektronen sind ebenfalls voll besetzt. Die vierte Elektronenschale besitzt mindestens acht Elektronen und kann maximal 18 Elektronen aufnehmen. Die äußerste (fünfte) Elektronenschale, auch Valenzschale genannt, kann zwischen ein und acht Elektronen aufnehmen. Somit befinden sich insgesamt 18 chemische Elemente in der fünften Periode.

## Auszug aus dem Periodensystem
| Gruppe              | 1     | 2     | 3    | 4     | 5     | 6     | 7     | 8     | 9     | 10    | 11    | 12    | 13    | 14    | 15    | 16    | 17   | 18    |
|                     | I     | II    |      |       |       |       |       |       |       |       |       |       | III   | IV    | V     | VI    | VII  | VIII  |
| Ordnungszahl Symbol | 37 Rb | 38 Sr | 39 Y | 40 Zr | 41 Nb | 42 Mo | 43 Tc | 44 Ru | 45 Rh | 46 Pd | 47 Ag | 48 Cd | 49 In | 50 Sn | 51 Sb | 52 Te | 53 I | 54 Xe |

| 0000 | Alkalimetalle | Erdalkalimetalle | Übergangsmetalle | sonstige Metalle | Halbmetalle | Halogene | Edelgase |

## Magische Zahl
Das chemische Element Zinn mit der Ordnungszahl 50 besitzt im Grundzustand des Atomkerns eine höhere Stabilität als benachbarte Nuklide. Diese besondere Ordnungszahl wird als magische Zahl bezeichnet.

## Anzahl der Elektronen in den Elektronenschalen
| Elektronenschale | Anzahl der Elektronen | Anzahl der Elektronen | Anzahl der Elektronen | Anzahl der Elektronen | Anzahl der Elektronen | Bemerkung                               |
| Elektronenschale | Insgesamt             | s-Orbital             | p-Orbital             | d-Orbital             | f-Orbital             | Bemerkung                               |
| ---------------- | --------------------- | --------------------- | --------------------- | --------------------- | --------------------- | --------------------------------------- |
| 1                | 2                     | 2                     | -                     | -                     | -                     | innerste Elektronenschale               |
| 2                | 8                     | 2                     | 6                     | -                     | -                     |                                         |
| 3                | 18                    | 2                     | 6                     | 10                    | -                     |                                         |
| 4                | 8 bis 18              | 2                     | 6                     | 0 bis 10              | -                     |                                         |
| 5                | 1 bis 8               | 1 bis 2               | 0 bis 6               | -                     | -                     | äußerste Elektronenschale, Valenzschale |

## Liste
| Ordnungszahl | Symbol | Name       | Elementkategorie | Aggregatzustand | Elektronenkonfiguration |
| ------------ | ------ | ---------- | ---------------- | --------------- | ----------------------- |
| 37           | Rb     | Rubidium   | Alkalimetalle    | fest            | [Kr] 5s1                |
| 38           | Sr     | Strontium  | Erdalkalimetalle | fest            | [Kr] 5s2                |
| 39           | Y      | Yttrium    | Übergangsmetalle | fest            | [Kr] 4d1 5s2            |
| 40           | Zr     | Zirconium  | Übergangsmetalle | fest            | [Kr] 4d2 5s2            |
| 41           | Nb     | Niob       | Übergangsmetalle | fest            | [Kr] 4d4 5s1            |
| 42           | Mo     | Molybdän   | Übergangsmetalle | fest            | [Kr] 4d5 5s1            |
| 43           | Tc     | Technetium | Übergangsmetalle | fest            | [Kr] 4d5 5s2            |
| 44           | Ru     | Ruthenium  | Übergangsmetalle | fest            | [Kr] 4d7 5s1            |
| 45           | Rh     | Rhodium    | Übergangsmetalle | fest            | [Kr] 4d8 5s1            |
| 46           | Pd     | Palladium  | Übergangsmetalle | fest            | [Kr] 4d10 5s0           |
| 47           | Ag     | Silber     | Übergangsmetalle | fest            | [Kr] 4d10 5s1           |
| 48           | Cd     | Cadmium    | Übergangsmetalle | fest            | [Kr] 4d10 5s2           |
| 49           | In     | Indium     | sonstige Metalle | fest            | [Kr] 4d10 5s2 5p1       |
| 50           | Sn     | Zinn       | sonstige Metalle | fest            | [Kr] 4d10 5s2 5p2       |
| 51           | Sb     | Antimon    | Halbmetalle      | fest            | [Kr] 4d10 5s2 5p3       |
| 52           | Te     | Tellur     | Halbmetalle      | fest            | [Kr] 4d10 5s2 5p4       |
| 53           | I      | Iod        | Halogene         | fest            | [Kr] 4d10 5s2 5p5       |
| 54           | Xe     | Xenon      | Edelgase         | gasförmig       | [Kr] 4d10 5s2 5p6       |